# Liste der DFB-Supercup-Spiele (Frauen)
Diese Liste führt alle bisher ausgetragenen Spiele um den DFB-Supercup der Frauen mit kompletter Statistik auf. 

## 1992
| TSV Siegen                                         | TSV Siegen | FSV Frankfurt | FSV Frankfurt |
| -------------------------------------------------- | --- | --- | ------------- |
| TSV Siegen                                         | \| 11. August 1992 in Hannover (Niedersachsenstadion) \| \| Ergebnis: 4:0 (3:0) \| \| Zuschauer: 2.500 \| \| Schiedsrichterin: Silke Janssen (Emden) \|                                                                                         | \| 11. August 1992 in Hannover (Niedersachsenstadion) \| \| Ergebnis: 4:0 (3:0) \| \| Zuschauer: 2.500 \| \| Schiedsrichterin: Silke Janssen (Emden) \|                                                                       | FSV Frankfurt |
| TSV Siegen                                         | Silke Rottenberg – Jutta Nardenbach – Loes Camper, Karin Sänger – Britta Unsleber, Martina Voss, Silvia Neid, Marjan Veldhuizen (5. Meike Fitzner), Doris Fitschen – Michaela Kubat, Gaby Mink (57. Heike Czyganowski) Cheftrainer: Gerd Neuser | Katja Kraus – Andrea Heinrich – Jennifer Zeeck, Sonja Schlösser – Kerstin Pohlmann, Daniela Stumpf, Sandra Minnert, Gaby König, Dagmar Pohlmann – Inge Ziegler (57. Yasmin Trostel), Katja Bornschein Cheftrainer: Peter Walz | FSV Frankfurt |
| TSV Siegen                                         | 1:0 Britta Unsleber (27.) 2:0 Doris Fitschen (30.) 3:0 Britta Unsleber (35.) 4:0 Doris Fitschen (47.) | | FSV Frankfurt |
| 11. August 1992 in Hannover (Niedersachsenstadion) | | |               |
| Ergebnis: 4:0 (3:0)                                | | |               |
| Zuschauer: 2.500                                   | | |               |
| Schiedsrichterin: Silke Janssen (Emden)            | | |               |

## 1993
| TuS Niederkirchen                                       | TuS Niederkirchen | TSV Siegen | TSV Siegen |
| ------------------------------------------------------- | --- | --- | ---------- |
| TuS Niederkirchen                                       | \| 1. August 1993 in Leverkusen (Ulrich-Haberland-Stadion) \| \| Ergebnis: 2:1 (1:0) \| \| Zuschauer: 1.000 \| \| Schiedsrichter: Elke Günthner (Bamberg) \|                                                                 | \| 1. August 1993 in Leverkusen (Ulrich-Haberland-Stadion) \| \| Ergebnis: 2:1 (1:0) \| \| Zuschauer: 1.000 \| \| Schiedsrichter: Elke Günthner (Bamberg) \|                                                                                  | TSV Siegen |
| TuS Niederkirchen                                       | Pia Boss – Susanne Wadle – Stefanie Dums, Claudia Obermeier, Anja Heitmann – Sabina Wölbitsch (63. Carmen Seyfert), Christine Fütterer, Ute Scherer, Sandra Kälin – Patricia Grigoli, Heidi Mohr Cheftrainer: Edgar Hoffmann | Silke Rottenberg – Andrea Euteneuer – Marjan Veldhuizen, Cornelia Trauschke, Loes Camper (37. Meike Fitzner) – Britta Unsleber, Heike Czyganowski, Doris Fitschen, Christine Chaladyniak – Michaela Kubat, Gaby Mink Cheftrainer: Gerd Neuser | TSV Siegen |
| TuS Niederkirchen                                       | 1:0 Christine Fütterer (29.) 2:1 Ute Scherer (72.) | 1:1 Gaby Mink (54.) | TSV Siegen |
| 1. August 1993 in Leverkusen (Ulrich-Haberland-Stadion) | | |            |
| Ergebnis: 2:1 (1:0)                                     | | |            |
| Zuschauer: 1.000                                        | | |            |
| Schiedsrichter: Elke Günthner (Bamberg)                 | | |            |

## 1994
| Grün-Weiß Brauweiler                           | Grün-Weiß Brauweiler | TSV Siegen | TSV Siegen |
| ---------------------------------------------- | --- | --- | ---------- |
| Grün-Weiß Brauweiler                           | \| 24. Juli 1994 in Simmertal \| \| Ergebnis: 4:0 (0:0) \| \| Zuschauer: 689 \| \| Schiedsrichterin: Christel Zdunek (Sandhausen) \| | \| 24. Juli 1994 in Simmertal \| \| Ergebnis: 4:0 (0:0) \| \| Zuschauer: 689 \| \| Schiedsrichterin: Christel Zdunek (Sandhausen) \|                                                                                                   | TSV Siegen |
| Grün-Weiß Brauweiler                           | Manuela Goller – Natascha Schwind, Claudia Klein (20. Anja Koser), Silke Hasselmann, Gyöngyi-Lovász-Anton, Tünde Nagy, Andrea Klein, Sandra Hengst, Bettina Wiegmann, Maria Wolff (46. Gudrun Gottschlich), Patricia Menge Cheftrainer: Friedhelm Fröhlich | Silke Rottenberg – Monika Meyer, Cornelia Trauschke, Britta Röwer, Doris Fitschen, Meike Fitzner, Andrea Euteneuer (33. Marie-Luise Gehlen), Christine Chaladyniak, Michaela Kubat, Silvia Neid, Gaby Mink Cheftrainer: Dieter Richard | TSV Siegen |
| Grün-Weiß Brauweiler                           | 1:0 Gudrun Gottschlich (50.) 2:0 Andrea Klein (65.) 3:0 Andrea Klein (67.) 4:0 Bettina Wiegmann (72.) | | TSV Siegen |
| 24. Juli 1994 in Simmertal                     | | |            |
| Ergebnis: 4:0 (0:0)                            | | |            |
| Zuschauer: 689                                 | | |            |
| Schiedsrichterin: Christel Zdunek (Sandhausen) | | |            |

## 1995
| FSV Frankfurt                               | FSV Frankfurt | TSV Siegen | TSV Siegen |
| ------------------------------------------- | --- | --- | ---------- |
| FSV Frankfurt                               | \| 5. August 1995 in Düsseldorf (Rheinstadion) \| \| Ergebnis: 4:0 (2:0) \| \| Zuschauer: 2.000 \| \| Schiedsrichterin: Brinkmann (Moers) \| | \| 5. August 1995 in Düsseldorf (Rheinstadion) \| \| Ergebnis: 4:0 (2:0) \| \| Zuschauer: 2.000 \| \| Schiedsrichterin: Brinkmann (Moers) \|                                                                                       | TSV Siegen |
| FSV Frankfurt                               | Katja Kraus – Anouschka Bernhard – Birgitt Austermühl, Sonja Schlösser – Kerstin Pohlmann, Gaby König, Britta Unsleber (57. Tina Süß), Dagmar Pohlmann, Sandra Minnert – Daniela Stumpf, Claudia Bubenheim (65. Anja Thierolf) Cheftrainer: Jürgen Strödter | Silke Rottenberg – Andrea Euteneuer – Cornelia Trauschke, Yvonne Oehm – Manuela Frettlöh, Silvia Neid, Britta Röwer, Louise Hansen, Christina Schmidt (65. Andrea Limper), Nadine Siwek – Monika Meyer Cheftrainer: Dieter Richard | TSV Siegen |
| FSV Frankfurt                               | 1:0 Britta Unsleber (13.) 2:0 Dagmar Pohlmann (44.) 3:0 Gaby König (55.) 4:0 Britta Unsleber (57.) | | TSV Siegen |
| 5. August 1995 in Düsseldorf (Rheinstadion) | | |            |
| Ergebnis: 4:0 (2:0)                         | | |            |
| Zuschauer: 2.000                            | | |            |
| Schiedsrichterin: Brinkmann (Moers)         | | |            |

## 1996
| FSV Frankfurt                                 | FSV Frankfurt | Sportfreunde Siegen | Sportfreunde Siegen |
| --------------------------------------------- | --- | --- | ------------------- |
| FSV Frankfurt                                 | \| 4. September 1996 in Nidderau \| \| Ergebnis: 2:0 n. V. \| \| Zuschauer: 950 \| \| Schiedsrichterin: Françoise Was (Saarbrücken) \| | \| 4. September 1996 in Nidderau \| \| Ergebnis: 2:0 n. V. \| \| Zuschauer: 950 \| \| Schiedsrichterin: Françoise Was (Saarbrücken) \| | Sportfreunde Siegen |
| FSV Frankfurt                                 | Katja Kraus – Sandra Minnert – Sonja Schlösser, Melanie Soyah – Daniela Stumpf (72. Tina Süß), Gaby König, Britta Unsleber-Piekarski (106. Jessica Reiter), Lisa Häusler, Birgit Prinz – Jennifer Meier (61. Sabrina Koch), Sandra Smisek Cheftrainer: Jürgen Strödter | Silke Rottenberg – Andrea Euteneuer – Cornelia Trauschke, Britta Röwer – Manuela Frettlöh, Christine Chaladyniak, Meike Fitzner, Louise Hansen (112. Nadine Siwek) – Monika Meyer, Andrea Limper (64. Alexandra Alfes) Cheftrainer: Dieter Richard | Sportfreunde Siegen |
| FSV Frankfurt                                 | 1:0 Lisa Häusler (112.) 2:0 Birgit Prinz (118.) | | Sportfreunde Siegen |
| 4. September 1996 in Nidderau                 | | |                     |
| Ergebnis: 2:0 n. V.                           | | |                     |
| Zuschauer: 950                                | | |                     |
| Schiedsrichterin: Françoise Was (Saarbrücken) | | |                     |

## 1997
| FC Eintracht Rheine                                  | FC Eintracht Rheine | Grün-Weiß Brauweiler | Grün-Weiß Brauweiler |
| ---------------------------------------------------- | --- | --- | -------------------- |
| FC Eintracht Rheine                                  | \| 31. August 1997 in Rheine \| \| Ergebnis: 0:1 (0:0) \| \| Zuschauer: 800 \| \| Schiedsrichterin: Vassiliki Giagtzoglou (Isenbüttel) \| | \| 31. August 1997 in Rheine \| \| Ergebnis: 0:1 (0:0) \| \| Zuschauer: 800 \| \| Schiedsrichterin: Vassiliki Giagtzoglou (Isenbüttel) \| | Grün-Weiß Brauweiler |
| FC Eintracht Rheine                                  | Claudia von Lanken – Iris Flacke – Nicole Erhardt, Birgit Schäfer (89. Marcia Monroe Merchant), Manuela Schlamann – Nicole Werner (58. Jennifer Brandt), Kerstin Stegemann, Monika Boll, Melanie Schmacher – Petra Unterbrink, Sandra Reisinger Cheftrainerin: Heike Kinder | Kerstin Wasems – Natascha Schwind – Andrea Klein, Sonja Fuss, Ursula Gertheinrich (58. Ulrike Janßen) – Tünde Nagy, Nicole Brandebusemeyer, Bettina Wiegmann – Carmen Holinka (67. Mareike Prior), Gudrun Gottschlich, Ziegler (86. Petra Vidmar) Cheftrainer: Hans-Jürgen Tritschoks | Grün-Weiß Brauweiler |
| FC Eintracht Rheine                                  | 0:1 Carmen Holinka (81.) | | Grün-Weiß Brauweiler |
| 31. August 1997 in Rheine                            | | |                      |
| Ergebnis: 0:1 (0:0)                                  | | |                      |
| Zuschauer: 800                                       | | |                      |
| Schiedsrichterin: Vassiliki Giagtzoglou (Isenbüttel) | | |                      |

## 2024
| FC Bayern München                                  | FC Bayern München | VfL Wolfsburg | VfL Wolfsburg |
| -------------------------------------------------- | --- | --- | ------------- |
| FC Bayern München                                  | \| 25. August 2024 in Dresden (Rudolf-Harbig-Stadion) \| \| Ergebnis: 1:0 (1:0) \| \| Zuschauer: 16.690 \| \| Schiedsrichterin: Fabienne Michel (Gau-Odernheim) \| | \| 25. August 2024 in Dresden (Rudolf-Harbig-Stadion) \| \| Ergebnis: 1:0 (1:0) \| \| Zuschauer: 16.690 \| \| Schiedsrichterin: Fabienne Michel (Gau-Odernheim) \| | VfL Wolfsburg |
| FC Bayern München                                  | Maria Luisa Grohs – Glódís Perla Viggósdóttir, Magdalena Eriksson, Tuva Hansen, Giulia Gwinn (78. Carolin Simon) – Sarah Zadrazil, Georgia Stanway, Klara Bühl (78. Franziska Kett), Pernille Harder, Linda Dallmann (71. Sydney Lohmann), Jovana Damnjanović (64. Lea Schüller) Cheftrainer: Alexander Straus ( Norwegen) | Merle Frohms – Lynn Wilms, Kathrin Hendrich (75. Joelle Wedemeyer), Nuria Rábano (62. Sarai Linder), Marina Hegering – Janina Minge (85. Chantal Hagel), Lena Lattwein, Jule Brand (75. Vivien Endemann) – Sveindís Jane Jónsdóttir, Svenja Huth, Lineth Beerensteyn (62. Alexandra Popp) Cheftrainer: Tommy Stroot | VfL Wolfsburg |
| FC Bayern München                                  | 1:0 Bühl (9.) | | VfL Wolfsburg |
| FC Bayern München                                  | Franziska Kett (90.+1') | | VfL Wolfsburg |
| 25. August 2024 in Dresden (Rudolf-Harbig-Stadion) | | |               |
| Ergebnis: 1:0 (1:0)                                | | |               |
| Zuschauer: 16.690                                  | | |               |
| Schiedsrichterin: Fabienne Michel (Gau-Odernheim)  | | |               |

## 2025
| FC Bayern München                                           | FC Bayern München                                                 | VfL Wolfsburg                                                     | VfL Wolfsburg |
| ----------------------------------------------------------- | ----------------------------------------------------------------- | ----------------------------------------------------------------- | ------------- |
| FC Bayern München                                           | \| 30. August 2025 um 14:00 Uhr in Karlsruhe (BBBank Wildpark) \| | \| 30. August 2025 um 14:00 Uhr in Karlsruhe (BBBank Wildpark) \| | VfL Wolfsburg |
| 30. August 2025 um 14:00 Uhr in Karlsruhe (BBBank Wildpark) |                                                                   |                                                                   |               |